# Campeonato Europeo de Atletismo de 2006
El XIX Campeonato Europeo de Atletismo se celebró en Gotemburgo (Suecia), entre el 6 y el 13 de agosto de 2006 y fue organizado por la Asociación Europea de Atletismo (EAA) y por la Federación Sueca de Atletismo.
Las competiciones se realizaron en el Estadio Ullevi de la ciudad sueca. En el evento participaron unos 1400 atletas representantes de 49 países afiliados a la EAA.

## Resultados

### Masculino
| Evento            | Oro                                                                                 | Plata                                                                                    | Bronce                                                                                        |
| ----------------- | ----------------------------------------------------------------------------------- | ---------------------------------------------------------------------------------------- | --------------------------------------------------------------------------------------------- |
| 100 m             | Francis Obikwelu Portugal 9,99                                                      | Andréi Yepishin · Rusia · 10,10                                                          | Matic Osovnikar Eslovenia 10,14                                                               |
| 200 m             | Francis Obikwelu Portugal 20,01                                                     | Johan Wissman · Suecia · 20,38                                                           | Marlon Devonish Reino Unido 20,54                                                             |
| 400 m             | Marc Raquil Francia 45,02                                                           | Vladislav Frolov · Rusia · 45,09                                                         | Leslie Djhone Francia 45,40                                                                   |
| 800 m             | Bram Som · Países Bajos · 1:46,56                                                   | David Fiegen Luxemburgo 1:46,59                                                          | Sam Ellis Reino Unido 1:46,64                                                                 |
| 1500 m            | Mehdi Baala Francia 3:39,02                                                         | Ivan Heshko · Ucrania · 3:39,50                                                          | Juan Carlos Higuero · España · 3:39,62                                                        |
| 5.000 m           | Jesús España · España · 13:44,70                                                    | Mohammed Farah Reino Unido 13:44,79                                                      | Juan Carlos Higuero · España · 13:46,48                                                       |
| 10 000 m          | Jan Fitschen · Alemania · 28:10,94                                                  | José Manuel Martínez · España · 28:12,06                                                 | Juan Carlos de la Ossa · España · 28:13,73                                                    |
| 110 m vallas      | Staņislavs Olijars Letonia 13,24                                                    | Thomas Blaschek · Alemania · 13,46                                                       | Andy Turner Reino Unido 13,52                                                                 |
| 400 m vallas      | Periklis Iakovakis · Grecia · 48,46                                                 | Marek Plawgo · Polonia · 48,71                                                           | Rhys Williams Reino Unido 49,12                                                               |
| 3000 m obstáculos | Jukka Keskisalo · Finlandia · 8:24,89                                               | José Luis Blanco · España · 8:26,22                                                      | Bouabdellah Tahri Francia 8:27,15                                                             |
| 20 km marcha      | Francisco Javier Fernández · España · 1:19:09                                       | Valeri Borchin · Rusia · 1:20:00                                                         | João Vieira Portugal 1:20:09                                                                  |
| 50 km marcha      | Yohan Diniz Francia 3:41:39                                                         | Jesús Ángel García Bragado · España · 3:42:48                                            | Yuri Andronov · Rusia · 3:43:26                                                               |
| Maratón           | Stefano Baldini · Italia · 2:11:32                                                  | Viktor Röthlin · Suiza · 2:11:50                                                         | Julio Rey · España · 2:12:37                                                                  |
| Salto de altura   | Andrei Silnov · Rusia · 2,36 m                                                      | Tomáš Janku · República Checa · 2,34 m                                                   | Stefan Holm · Suecia · 2,34 m                                                                 |
| Salto con pértiga | Alex Averbukh Israel 5,70                                                           | Romain Mesnil · Francia · Tim Lobinger · Alemania · 5,65                                 | —                                                                                             |
| Salto de longitud | Andrew Howe · Italia · 8,20                                                         | Greg Rutherford Reino Unido 8,13                                                         | Oleksi Lukashevich · Ucrania · 8,12                                                           |
| Salto triple      | Christian Olsson · Suecia · 17,67                                                   | Nathan Douglas Reino Unido 17,21                                                         | Marian Oprea · Rumania · 17,18                                                                |
| Peso              | Ralf Bartels · Alemania · 21,13                                                     | Joachim Olsen Dinamarca 21,09                                                            | Rutger Smith · Países Bajos · 20,90                                                           |
| Disco             | Virgilijus Alekna · Lituania · 68,67                                                | Gerd Kanter Estonia 68,03                                                                | Aleksander Tammert Estonia 66,14                                                              |
| Martillo          | Ivan Tikhon · Bielorrusia · 81,11                                                   | Olli Pekka Karjalainen · Finlandia · 80,84                                               | Vadim Deviatovski · Bielorrusia · 80,76                                                       |
| Jabalina          | Andreas Thorkildsen · Noruega · 88,78                                               | Tero Pitkämäki · Finlandia · 86,44                                                       | Jan Železný · República Checa · 85,92                                                         |
| 4 × 100 m         | Reino Unido Dwain Chambers Darren Campbell Marlon Devonish Mark Lewis-Francis 38,91 | Polonia · Przemysław Rogowski, · Łukasz Chyła · Marcin Jędrusiński · Dariusz Kuć · 39,05 | Francia Oudéré Kankarafou Ronald Pognon Fabrice Calligny David Alerte 39,07                   |
| 4 × 400 m         | Francia Leslie Djhone Idrissa M'Barke Naman Keita Marc Raquil 3:01,10               | Reino Unido Robert Tobin Rhys William Graham Hedman Tim Benjamin 3:01,63                 | Polonia · Daniel Dąbrowski · Piotr Kędzia · Piotr Rysiukiewicz · Rafał Wieruszewski · 3:01,73 |
| Decatlón          | Roman Šebrle · República Checa · 8.526 pts.                                         | Attila Zsivoczky · Hungría · 8.356 pts.                                                  | Aleksei Drozdov · Rusia · 8.350 pts.                                                          |

### Femenino
| Evento            | Oro                                                                                          | Plata                                                                                      | Bronce                                                                                                |
| ----------------- | -------------------------------------------------------------------------------------------- | ------------------------------------------------------------------------------------------ | --- |
| 100 m             | Kim Gevaert · Bélgica · 11,06 s                                                              | Ekaterina Grigorieva · Rusia · 11,22 s                                                     | Irina Khabarova · Rusia · 11,22 s                                                                     |
| 200 m             | Kim Gevaert · Bélgica · 22,68                                                                | Yulia Gushchina · Rusia · 22,93                                                            | Natalia Rusakova · Rusia · 23,09                                                                      |
| 400 m             | Vania Stambolova Bulgaria 49,85                                                              | Tatiana Veshkurova · Rusia · 50,15                                                         | Olga Zaitseva · Rusia · 50,28                                                                         |
| 800 m             | Olga Kotliarova · Rusia · 1:57,38                                                            | Svetlana Kliuka · Rusia · 1:57,48                                                          | Rebecca Lynne Reino Unido 1:58,45                                                                     |
| 1500 m            | Tatiana Tomashova · Rusia · 3:56,91                                                          | Yulia Chizhenko · Rusia · 3:57,61                                                          | Daniela Yordanova Bulgaria 3:59,37                                                                    |
| 5.000 m           | Marta Domínguez · España · 14:56,18                                                          | Lilia Shobukhova · Rusia · 14:56,57                                                        | Elvan Abeylegesse Turquía 14:59,29                                                                    |
| 10 000 m          | Inga Abitova · Rusia · 30:31,42                                                              | Susanne Wigene · Noruega · 30:32,36                                                        | Lidia Grigorieva · Rusia · 30:32,72                                                                   |
| 100 m vallas      | Susanna Kallur · Suecia · 12,59                                                              | Kirtsen Bolm · Alemania / · Derval O'Rourke · Irlanda · 12,72                              | |
| 400 m vallas      | Evgenia Isakova · Rusia · 53,93                                                              | Fani Halkia · Grecia · 54,02                                                               | Tetiana Tereshuk-Antipova · Ucrania · 54,55                                                           |
| 3000 m obst.      | Alesia Turava · Bielorrusia · 9:26,05                                                        | Tatiana Petrova · Rusia · 9:28,05                                                          | Wioletta Janowska · Polonia · 9:31,62                                                                 |
| 20 km marcha      | Rita Turava · Bielorrusia · 1:27:08                                                          | Olga Kaniskina · Rusia · 1:28:35                                                           | Elisa Rigaudo · Italia · 1:28:37                                                                      |
| Maratón           | Ulrike Maisch · Alemania · 2:30:01                                                           | Olivera Jevtić Serbia 2:30:27                                                              | Irina Permitina · Rusia · 2:30:53                                                                     |
| Salto de altura   | Tia Hellebaut · Bélgica · 2,03 m                                                             | Venelina Veneva Bulgaria 2,01 m                                                            | Kajsa Bergqvist · Suecia · 2,01 m                                                                     |
| Salto con pértiga | Yelena Isinbáyeva · Rusia · 4,80                                                             | Monika Pyrek · Polonia · 4,65                                                              | Tatiana Polnova · Rusia · 4,65                                                                        |
| Salto de longitud | Liudmila Kolchanova · Rusia · 6,93 m                                                         | Naide Gomes Portugal 6,84 m                                                                | Oksana Udmortova · Rusia · 6,69 m                                                                     |
| Salto triple      | Tatiana Lebedeva · Rusia · 15,15                                                             | Hrysopiyi Devetzi · Grecia · 15,05                                                         | Anna Piatikh · Rusia · 15,02                                                                          |
| Peso              | Natalia Khoronenko · Bielorrusia · 19,43                                                     | Nadezhda Ostapchuk · Bielorrusia · 19,42                                                   | Petra Lammert · Alemania · 19,17                                                                      |
| Disco             | Daria Pishchalnikova · Rusia · 65,55                                                         | Franka Dietzsch · Alemania · 64,35                                                         | Nicoleta Grasu · Rumania · 63,58                                                                      |
| Martillo          | Tatiana Lisenko · Rusia · 76,67                                                              | Gulfiya Khanafeyeva · Rusia · 74,50                                                        | Kamila Skolimowska · Polonia · 72,58                                                                  |
| Jabalina          | Steffi Nerius · Alemania · 65,64                                                             | Barbora Špotáková · República Checa · 65,82                                                | Mercedes Chilla · España · 61,98                                                                      |
| 4 × 100 m         | Rusia · Yulia Gushchina · Natalia Rusakova · Irina Khabarobva · Ekaterina Grigorieva · 42,71 | Reino Unido Anyka Onuora Emma Ania Emily Freeman Joice Maduaka 43,51                       | Bielorrusia · Yulia Nesterenko · Natalia Safronnikova · Alena Neumiarzhitskaya · Axana Drahun · 43,61 |
| 4 × 400 m         | Rusia · Svetlana Pospelova · Natalia Ivanova · Olga Zaitseva · Tatiana Veshkurova · 3:25,12  | Bielorrusia · Yuliana Zhalniaruk · Svetlana Usovich · Anna Kozak · Ilona Usovich · 3:27,69 | Polonia · Monika Bejnar · Grażyna Prokopek · Ewelina Sętowska · Anna Jesień · 3:27,77                 |
| Heptatlón         | Carolina Klüft · Suecia · 6.740 pts.                                                         | Karin Ruckstuhl · Países Bajos · 6.423 pts.                                                | Lili Schwarzkopf · Alemania · 6.420 pts.                                                              |

## Medallero
| Núm. | País            | Oro | Plata | Bronce | Total |
| ---- | --------------- | --- | ----- | ------ | ----- |
| 1    | Rusia           | 12  | 12    | 10     | 34    |
| 2    | Alemania        | 4   | 4     | 2      | 10    |
| 3    | Bielorrusia     | 4   | 2     | 2      | 8     |
| 4    | Francia         | 4   | 1     | 3      | 8     |
| 5    | España          | 3   | 3     | 5      | 11    |
| 6    | Suecia          | 3   | 1     | 2      | 5     |
| 7    | Bélgica         | 3   | 0     | 0      | 3     |
| 8    | Portugal        | 2   | 1     | 1      | 4     |
| 9    | Italia          | 2   | 0     | 1      | 3     |
| 10   | Reino Unido     | 1   | 5     | 5      | 11    |
| 11   | República Checa | 1   | 2     | 1      | 4     |
| 12   | Finlandia       | 1   | 2     | 0      | 3     |
| 12   | Grecia          | 1   | 2     | 0      | 3     |
| 14   | Bulgaria        | 1   | 1     | 1      | 3     |
| 14   | Países Bajos    | 1   | 1     | 1      | 3     |
| 16   | Noruega         | 1   | 1     | 0      | 2     |
| 17   | Israel          | 1   | 0     | 0      | 1     |
| 17   | Letonia         | 1   | 0     | 0      | 1     |
| 17   | Lituania        | 1   | 0     | 0      | 1     |
| 20   | Polonia         | 0   | 3     | 4      | 7     |
| 21   | Ucrania         | 0   | 1     | 2      | 3     |
| 22   | Estonia         | 0   | 1     | 1      | 2     |
| 23   | Dinamarca       | 0   | 1     | 0      | 1     |
| 23   | Hungría         | 0   | 1     | 0      | 1     |
| 23   | Irlanda         | 0   | 1     | 0      | 1     |
| 23   | Luxemburgo      | 0   | 1     | 0      | 1     |
| 23   | Serbia          | 0   | 1     | 0      | 1     |
| 23   | Suiza           | 0   | 1     | 0      | 1     |
| 29   | Rumania         | 0   | 0     | 2      | 2     |
| 30   | Eslovenia       | 0   | 0     | 1      | 1     |
| 30   | Turquía         | 0   | 0     | 1      | 1     |
|      | TOTAL           | 47  | 49    | 45     | 130   |